# Ophiura bathybia
Ophiura bathybia è un echinoderma appartenente al genere Ophiura.